# Onda aningar
Onda aningar (originaltitel The Replacement) är en brittisk dramaminiserie på tre avsnitt från 2017. TV-serien sändes i Sverige på SVT1 mellan 25 november och 9 december 2018.
Den framgångsrika och höggravida arkitekten Ellen Rooney leder ett byggprojekt på ett lokalt arkitekturföretag, men föder sitt barn innan det hinner slutföras. Detta leder till att den högpresterande vikarien Paula Reece, som arbetade inom branschen tio år tidigare, anställs innan Ellen går på mammaledighet.
Paulas inkräktande personlighet och ständiga försök att överglänsa Ellens arbete får Ellen att känna sig illa till mods till den grad att hon misstänker att Paula försöker ta över hennes arbetsliv såväl som hennes privatliv.

## Rollista
| Morven Christie | – Ellen Rooney  |
| Vicky McClure   | – Paula Reece   |
| Richard Rankin  | – Ian Rooney    |
| Dougray Scott   | – David Warnock |
| Neve McIntosh   | – Kay Gillies   |
| Navin Chowdhry  | – Kieran        |

## Avsnitt
| Avsnitt | Regi/manus  | Sändningsdatum   | Sändningsdatum   | Tittare i tusental | Tittare i tusental |
| Avsnitt | Regi/manus  | Storbritannien   | Sverige          | Storbritannien     | Sverige            |
| ------- | ----------- | ---------------- | ---------------- | ------------------ | ------------------ |
| 1       | Joe Ahearne | 28 februari 2017 | 25 november 2018 | 8 500              | 455                |
| 2       | Joe Ahearne | 7 mars 2017      | 2 december 2018  | 8 160              | 322                |
| 3       | Joe Ahearne | 14 mars 2017     | 9 december 2018  | 8 430              | 299                |